# Velise-Nõlva
Velise-Nõlva es un pueblo del municipio de Märjamaa, en el condado de Rapla, Estonia. Tiene una población estimada, en 2021, de 8 habitantes.
Está ubicada al oeste del condado, cerca de la frontera con los condados de Lääne y Harju.